# Удаловка
Удаловка (рос. Удалівка) — село Турочацького району, Республіка Алтай Росії. Входить до складу Дмитрієвського сільського поселення.
Населення — 165 осіб (2015 рік).